# 福山暁の星女子中学校・高等学校
福山暁の星女子中学校・高等学校（ふくやまあけのほしじょしちゅうがっこう・こうとうがっこう）は、広島県福山市西深津町にある私立女子中学校・高等学校。

## 沿革
- 1949年4月 現在地に暁の星女子中学校が開設
- 1952年4月 福山暁の星女子高等学校が開設
- 1956年4月 福山暁の星女子学院専門部(栄養士栄養課程)開設
- 1958年4月 福山暁の星幼稚園が開設
- 1964年4月 福山暁の星小学校（男女共学）が開設
- 1965年4月 学院名を「福山暁の星学院」専門部を「福山暁の星学院栄養専門学校」と改称
- 1990年4月 栄養専門学校に介護福祉科増設
- 2005年3月 栄養福祉専門学校閉校

## 校章について
校章の中の星は、聖母マリアの象徴である明けの明星を表している。「聖母マリアの暖かな愛の光に導かれ、私たちの心も希望に満ち、清純に、健やかに育まれるように」との願いを込めたものとされる。
麦は、「一粒の麦が地に落ちて死ねば、多くの実を結ぶ」という聖句の心を表していて、「自らの真心の犠牲によって、他人に平和と救いの豊かな実りを捧げるように」との意味を込めたものとされる。

## Marie Auxiliatriceマークについて
Marie Auxiliatriceとは援助マリアという意味。これは暁の星学院の設立母体である援助マリア修道会の名称であると同時に、全ての人の母として力強い助けの手を差し延べる聖母マリアを表す言葉である。
小舟は、「私たちの人生は、大海に浮かぶ小舟のように困難や危険に満ちているが、援助マリアの助けで勇気と希望をもって永遠の幸せの港へと航海して行く」という人生の航路を象徴している。

## 特徴
- 暁の星は、中・高共に国際教育に力を入れている。ネイティヴの教師が行う授業もある。
- 暁の星独特の制服、校舎はフランス人によるデザインである。制服は初代校長メール・マリー・イレーヌによるもの。
- 中高一貫校であるため、高等部1年のことを4年、2年のことを5年、3年のことを6年と呼ぶ。
- 2009年度から高校からの入試が復活した。

## 著名な出身者
- 遠藤愛（元プロテニス選手）
- 西山喜久恵（フジテレビアナウンサー）
- 山本モナ（フリーアナウンサー）
- 宮口治子（参議院議員）
- 吉田万里子（女子プロレスラー）
- 星奈優里（元宝塚歌劇団星組トップ娘役）
- 暁千星（宝塚歌劇団星組男役）
- 千神彩花（RSK山陽放送アナウンサー）

## 最寄駅
- JR山陽本線:福山駅北口から徒歩35分。または南口より中国バス乗車。